# Бирложниця
Бирло́жниця (болг. Бърложница) — село в Софійській області Болгарії. Входить до складу общини Сливниця.

## Населення
За даними перепису населення 2011 року у селі проживала 81 особа, з них 79 осіб (98,8%) — болгари.
Розподіл населення за віком у 2011 році:
Динаміка населення: